# Unione Sportiva Avellino 1912 2025-2026
Questa voce raccoglie le informazioni riguardanti l'Unione Sportiva Avellino 1912 nelle competizioni ufficiali della stagione 2025-2026.

## Divise e sponsor
Per la settima stagione consecutiva lo sponsor tecnico è Magma, mentre il main sponsor ufficiale è la Provincia di Avellino.

## Organigramma societario
Area direttiva
- Presidente: Angelo Antonio D'Agostino
- Amministratore Unico: Giovanni D'Agostino
- Amministratore Delegato: Paola Luciano
- Segretario Generale: Tommaso Aloisi

Area operativa, comunicazione e marketing
- Responsabile Ufficio Stampa: Alfonso D’Acierno
- SLO & Biglietteria: Giuseppe Musto
- Marketing & Servizi Amministrativi: Seven Service S.r.l.
- Delegato Gestione Evento: Marciano D’Avino
- Vice Delegato Gestione Evento: Pietro Luigi Cristofano
- Disability Access Officer: Francesco Musto

Area sportiva
- Direttore Area Tecnica: Giovanni D'Agostino
- Direttore Sportivo: Mario Aiello
- Responsabile Area Scouting: Mariano Armonia
- Team Manager: Antonio Moscaritolo

Settore Giovanile
- Responsabile: Giuliano Capobianco
- Segretario: Alessandro Guarino
- Medico Sociale: Luigi Napolitano
- Coach Alimentare: Giuseppe Pasquariello

Area tecnica
- Allenatore: Raffaele Biancolino
- Allenatore in seconda: Vincenzo Riccio
- Preparatore dei Portieri: Pasquale Visconti
- Preparatore Atletico: Luigi Gennarelli
- Preparatore Atletico e Recupero Infortunati: Luigi Garofalo
- Match Analyst: Massimo Foria
- Collaboratori Tecnici: Vincenzo Melidona, Ciro Santangelo, Davide Santeramo

Area sanitaria
- Responsabile Sanitario: Andrea Massa
- Medico Sociale: Carmine Blasi
- Fisioterapisti: Antonello Di Capua, Pasquale Maglio
- Massaggiatore: Alessandro Picariello
- Nutrizionista: Angelo Luca Ruzza
- Oculista: Cristian Pollio
- Resp. del Magazzino: Antonio De Luca

## Rosa
| N. |                     | Ruolo | Calciatore                      |
| -- | ------------------- | ----- | ------------------------------- |
| 1  | Italia (bandiera)   | P     | Antony Iannarilli               |
| 2  | Italia (bandiera)   | D     | Gianmarco Todisco               |
| 4  | Italia (bandiera)   | C     | Antonio De Cristofaro           |
| 5  | Italia (bandiera)   | D     | Michele Rigione (vice capitano) |
| 6  | Italia (bandiera)   | C     | Luca Palmiero                   |
| 7  | Italia (bandiera)   | A     | Gennaro Tutino                  |
| 8  | Italia (bandiera)   | C     | Emmanuel Gyabuaa                |
| 9  | Italia (bandiera)   | A     | Cosimo Patierno                 |
| 10 | Italia (bandiera)   | A     | Raffaele Russo                  |
| 11 | Italia (bandiera)   | C     | Luca D’Andrea                   |
| 16 | Italia (bandiera)   | C     | Justin Kumi                     |
| 17 | Italia (bandiera)   | A     | Valerio Crespi                  |
| 20 | Norvegia (bandiera) | C     | Martin Palumbo                  |
| 21 | Italia (bandiera)   | C     | Marco Armellino (capitano)      |
| 23 | Italia (bandiera)   | D     | Andrea Cagnano                  |
| 24 | Grecia (bandiera)   | C     | Dimitrios Sounas                |
| 28 | Italia (bandiera)   | D     | Matteo Marchisano               |
| 29 | Italia (bandiera)   | D     | Tommaso Cancellotti             |

| N. |                      | Ruolo | Calciatore           |
| -- | -------------------- | ----- | -------------------- |
| 30 | Italia (bandiera)    | P     | Giovanni Daffara     |
| 32 | Argentina (bandiera) | A     | Facundo Lescano      |
| 33 | Italia (bandiera)    | C     | Giuseppe Panico      |
| 38 | Italia (bandiera)    | D     | Paolo Frascatore     |
| 39 | Italia (bandiera)    | C     | Michele Besaggio     |
| 44 | Croazia (bandiera)   | D     | Lorenco Šimić        |
| 45 | Italia (bandiera)    | P     | Pasquale Pane        |
| 56 | Italia (bandiera)    | D     | Patrick Enrici       |
| 57 | Italia (bandiera)    | A     | Alessandro Campanile |
| 77 | Italia (bandiera)    | P     | Leonardo Marson      |
| 78 | Venezuela (bandiera) | D     | Alessandro Milani    |
| 79 | Italia (bandiera)    | D     | Claudio Manzi        |
| 94 | Italia (bandiera)    | A     | Roberto Insigne      |
| 99 | Italia (bandiera)    | A     | Andrea Favilli       |
|    | Italia (bandiera)    | C     | Michele Rocca        |
|    | Italia (bandiera)    | A     | Salvatore Fusco      |
|    | Italia (bandiera)    | A     | Gabriele Gori        |
|    | Suriname (bandiera)  | A     | Daishawn Redan       |

## Calciomercato

### Sessione estiva(dall'1/7 all'1/9)
| Acquisti         | Acquisti             | Acquisti                | Acquisti                                                |
| R.               | Nome                 | da                      | Modalità                                                |
| ---------------- | -------------------- | ----------------------- | ------------------------------------------------------- |
| P                | Giovanni Daffara     | Juventus                | prestito con diritto di riscatto e controriscatto       |
| P                | Pasquale Pane        | Team Altamura           | fine prestito                                           |
| D                | Alessandro Milani    | Lazio                   | prestito con diritto di riscatto e controriscatto       |
| D                | Lorenco Šimić        | Maccabi Haifa           | definitivo                                              |
| C                | Michele Besaggio     | Brescia, poi svincolato | definitivo                                              |
| C                | Luca D'Andrea        | Sassuolo                | prestito con diritto di riscatto                        |
| C                | Justin Kumi          | Sassuolo                | prestito                                                |
| C                | Emmanuel Gyabuaa     | Atalanta                | prestito con diritto di riscatto e controriscatto       |
| C                | Matteo Marchisano    | Napoli                  | definitivo                                              |
| A                | Valerio Crespi       | Lazio                   | definitivo                                              |
| A                | Roberto Insigne      | Palermo                 | definitivo                                              |
| A                | Andrea Favilli       | Genoa, poi svincolato   | definitivo                                              |
| A                | Gennaro Tutino       | Sampdoria               | prestito con diritto o obblogo di riscatto condizionato |
| Altre operazioni |                      |                         |                                                         |
| R.               | Nome                 | da                      | Modalità                                                |
| D                | Simone Accetta       | Gelbison                | fine prestito                                           |
| D                | Damiano Cancellieri  | Triestina               | fine prestito                                           |
| D                | Stefano Codraro      | Folgore Caratese        | fine prestito                                           |
| D                | Francesco Di Paola   | Puteolana               | fine prestito                                           |
| D                | Matteo Di Paola      | Scafatese               | fine prestito                                           |
| D                | Lucio Fucci          | Real Normanna           | fine prestito                                           |
| D                | Erasmo Mulè          | Trapani                 | fine prestito                                           |
| C                | Alessandro Esposito  | Sant'Antonio Abate      | fine prestito                                           |
| C                | Francesco Maisto     | Gubbio                  | fine prestito                                           |
| C                | Salvatore Pezzella   | Cavese                  | fine prestito                                           |
| C                | Santo D'Angelo       | Campobasso              | fine prestito                                           |
| C                | Francesco Pio D'Anna | Ischia                  | fine prestito                                           |
| C                | Leo Di Martino       | Civitanovese            | fine prestito                                           |
| C                | Vincenzo Pio Di Maso | Puteolana               | fine prestito                                           |
| C                | Daniel Sannipoli     | Cavese                  | fine prestito                                           |
| C                | Marco Toscano        | Trapani                 | fine prestito                                           |
| A                | Gabriele Gori        | Südtirol                | fine prestito                                           |
| A                | Daishawn Redan       | Beerschot VA            | fine prestito                                           |
| A                | Francesco Sacco      | Folgore Caratese        | fine prestito                                           |

| Cessioni         | Cessioni             | Cessioni                 | Cessioni                                          |
| R.               | Nome                 | a                        | Modalità                                          |
| ---------------- | -------------------- | ------------------------ | ------------------------------------------------- |
| P                | Mattia Guarnieri     | svincolato               | fine contratto                                    |
| D                | Thiago Cionek        | svincolato               | fine contratto                                    |
| C                | Michele D'Ausilio    | Catania                  | prestito con diritto di riscatto                  |
| C                | Noah Mutanda         | Dolomiti Bellunesi       | prestito                                          |
| C                | Alessio Tribuzzi     | Vicenza                  | prestito con diritto di riscatto                  |
| A                | Jan Żuberek          | Inter                    | fine prestito                                     |
| Altre operazioni |                      |                          |                                                   |
| R.               | Nome                 | a                        | Modalità                                          |
| D                | Luca Pizzella        | Sarnese                  | prestito                                          |
| D                | Stefano Codraro      | Sarnese                  | prestito                                          |
| D                | Matteo Di Paola      | Cavese                   | prestito                                          |
| D                | Enrico Garofalo      | Battipagliese            | definitivo                                        |
| D                | Tommaso Giorgetti    | Tuttocuoio               | prestito                                          |
| D                | Alessandro Lanzone   | Gelbison                 | prestito                                          |
| D                | Erasmo Mulè          | Guidonia                 | definitivo                                        |
| D                | Donato Solaro        | Sarnese                  | prestito                                          |
| C                | Vincenzo Arzillo     | Casertana                | prestito                                          |
| C                | Pasquale De Michele  | Gelbison                 | prestito                                          |
| C                | Vincenzo Pio Di Maso | Manfredonia              | definitivo                                        |
| C                | Francesco Maisto     | Potenza                  | prestito con diritto di riscatto e controriscatto |
| C                | Salvatore Pezzella   | Casertana                | definitivo                                        |
| C                | Daniel Sannipoli     | svincolato, poi Guidonia | risoluzione consensuale contratto                 |
| A                | Luigi Iasevoli       | Sessana                  | definitivo                                        |

### Sessione invernale(dall'1/1 al 31/1)
| Acquisti | Acquisti | Acquisti | Acquisti |
| R.       | Nome     | a        | Modalità |
| -------- | -------- | -------- | -------- |

| Cessioni | Cessioni | Cessioni | Cessioni |
| R.       | Nome     | a        | Modalità |
| -------- | -------- | -------- | -------- |

## Risultati

### Coppa Italia

#### Turni eliminatori
| Cerignola 10 agosto 2025, ore 20:30 CEST Turno preliminare | Audace Cerignola | 1 – 0 (inversione di campo) | Avellino | Stadio Domenico Monterisi |